# کدارتون (جورجیا)
کدارتون، جورجیا (به انگلیسی: Cedartown, Georgia) یک شهر در ایالات متحده آمریکا با جمعیت ۹٬۷۵۰ نفر است که در جورجیا واقع شده‌است.

## موقعیت جغرافیایی
موقعیت جغرافیایی شهرها و مناطق اطراف به شرح زیر است: